# Elvira Medina
Elvira Medina Castro (Serrada, Valladolid, 31 de julio de 1911-1998) fue una escultora y pintora española especialista en retratos. En 2008 el Ayuntamiento de Valladolid reconoció su labor y bautizó una calle de la ciudad con su nombre.

## Biografía
Nació en el seno de una familia dedicada a las artes y la cultura.Cultivó la escultura y la pintura, aunque fue esta segunda su principal profesión. En 1956 realizó su primera exposición individual en Valladolid. Tras darse a conocer al público, también expuso su obra en Madrid, donde fijó su residencia desde 1967. En la capital española había participado en la 1.ª Bienal Hispanoamericana de Arte. Precursores y maestros de la pintura española contemporánea en el Museo Nacional de Arte Contemporáneo que duró del 12 de octubre de 1951 al 28 de febrero de 1952.
En 1976 ganó el «Premio Galería Preciados» del Certamen de Artes Plásticas San Isidro organizado por la Asociación Nacional de Pintores y Escultores y el Ayuntamiento de Madrid.
Es reconocida por su retratos, destacando los que realizó de Félix Rodríguez de la Fuente y del Marqués de Lozoya. Su retrato del Conde Albert Thill se expone en el Museo de Arte de Filadelfia (Estados Unidos).

### Vida privada
Fue hija del poeta César de Medina Bocos y hermana del también escultor José Luis Medina.

## Homenajes
Desde el 7 de marzo de 2008 el Ayuntamiento de Valladolid aprobó bautizar una calle de la ciudad con el nombre de la pintora.